# Avia B.35
Avia B.35 (định danh RLM là Av-35) là một loại máy bay tiêm kích do Tiệp Khắc chế tạo trước Chiến tranh thế giới II.

## Biến thể
- B-35/1:
- B-35/2:
- B-35/3:

## Tính năng kỹ chiến thuật (B.35/1)
Đặc điểm tổng quát
- Kíp lái: 1
- Chiều dài: 8.50 m (27 ft 11 in)
- Sải cánh: 10.85 m (35 ft 7 in)
- Chiều cao: 2.60 m (8 ft 6 in)
- Diện tích cánh: 17.00 m2 (183 ft ft2)
- Trọng lượng rỗng: 1,690 kg (3,726 lb)
- Trọng lượng có tải: 2,200 kg (4,850 lb)
- Powerplant: 1 × Hispano-Suiza 12Ycrs, 640 kW (860 hp) mỗi chiếc

Hiệu suất bay
- Vận tốc cực đại: 495 km/h (308 mph)
- Tầm bay: 500 km (311 dặm)
- Vận tốc lên cao: 13.0 m/s (2,560 ft/phút)